# Kathy Castor

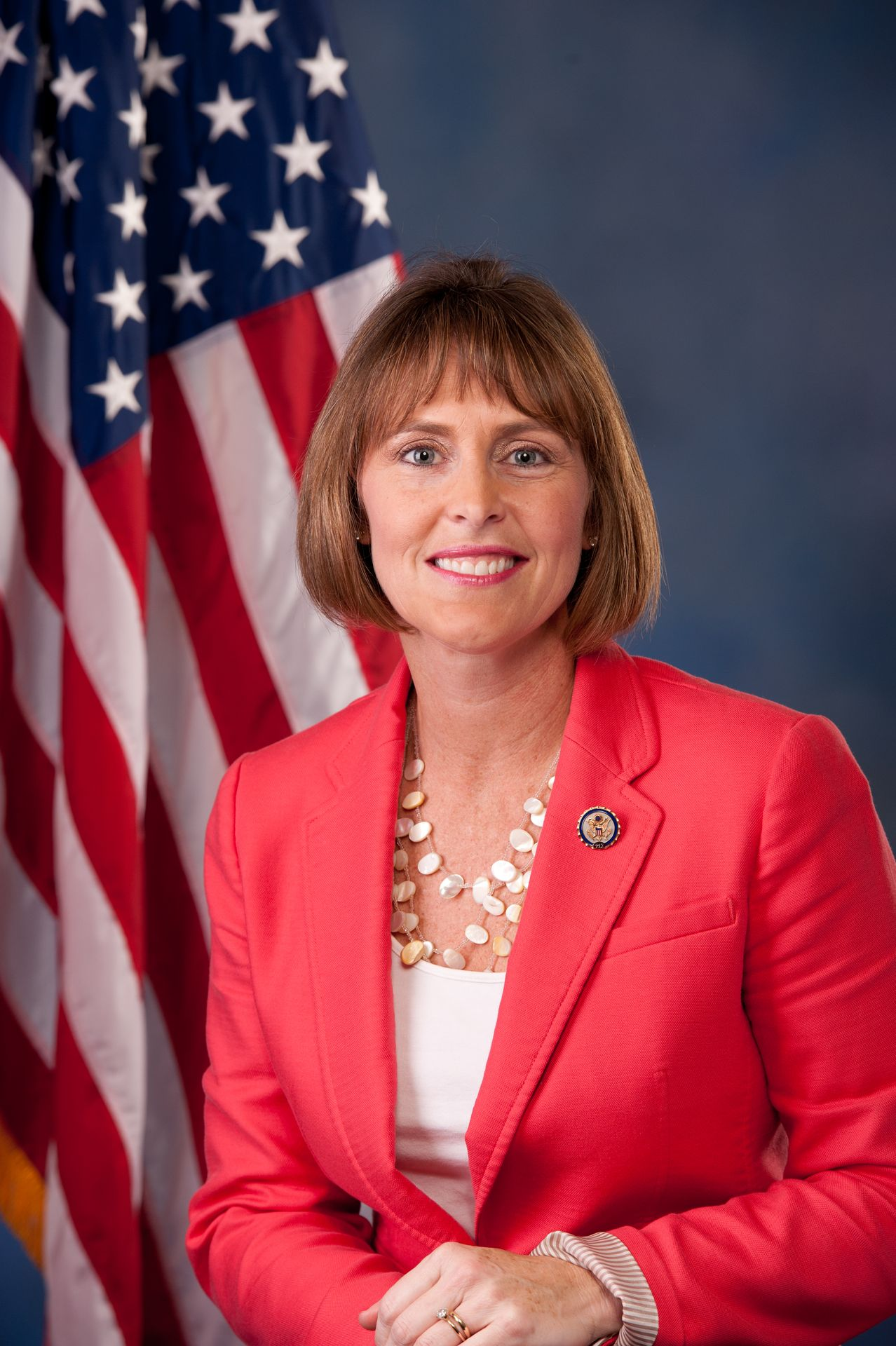
Kathy Castor (2013)

Katherine Anne „Kathy“ Castor (* 20. August 1966 in Miami, Florida) ist eine US-amerikanische Politikerin der der Demokratischen Partei. Von 2007 an vertritt sie den elften, seit 2013 den 14. Distrikt des Bundesstaats Florida im US-Repräsentantenhaus.

## Privatleben
Kathy Castor wurde in Miami als Tochter von Betty Castor geboren. Ihre Mutter war Staatssenatorin in Florida und verlor 2004 bei der Wahl zum US-Senat knapp gegen Mel Martínez. Sie wuchs in Tampa auf; bis 1988 studierte sie an der Emory University in Atlanta (Georgia) politische Wissenschaften. Nach einem anschließenden Jurastudium an der Florida State University in Tallahassee und ihrer im Jahr 1991 erfolgten Zulassung als Rechtsanwältin begann sie, in ihrem neuen Beruf zu arbeiten. Sie war in dieser Eigenschaft auch für das Ministerium für kommunale Angelegenheiten des Staates Florida tätig. Zeitweise war sie Präsidentin der Rechtsanwältinnenvereinigung von Florida.
Kathy Castor ist verheiratet und hat zwei Töchter.

## Politik
Politisch schloss sich Castor der Demokratischen Partei an. Im Jahr 2000 kandidierte sie erfolglos für den Senat von Florida. Zwischen 2002 und 2006 war sie Mitglied des Kreisrates im Hillsborough County. Bei den Kongresswahlen des Jahres 2006 wurde sie im elften Wahlbezirk von Florida in das US-Repräsentantenhaus in Washington, D.C. gewählt, wo sie am 3. Januar 2007 die Nachfolge von Jim Davis antrat, der sich erfolglos um das Amt des Gouverneurs von Florida bewarb. Seit Januar 2013 vertritt sie dort den 14. Distrikt ihres Staates. Sie wurde bisher insgesamt sieben Mal wiedergewählt, einschließlich der Wahl 2020. Ihre aktuelle Legislaturperiode im 117. Kongress der Vereinigten Staaten läuft bis zum 3. Januar 2023.

### Ausschüsse
Derzeit ist Kathy Castor Mitglied in folgenden Ausschüssen:
- Committee on Energy and Commerce
  - Consumer Protection and Commerce
  - Energy
  - Health
- Select Committee on the Climate Crisis (Vorsitzende)